# Sablia saucesa
Sablia saucesa är en fjärilsart som beskrevs av Rudolf Pinker 1963. Sablia saucesa ingår i släktet Sablia och familjen nattflyn. Inga underarter finns listade.